# Zaquesazipa
Zaquesazipa o Sagipa (†. 1539), fue el quinto y último psihipqua independiente de Muyquytá. Era hermano del anterior psihipqua, Tisquesusa, pero la facción más tradicionalista de la comunidad muisca del Zipazgo lo consideró un usurpador del trono, debido a que el sucesor legítimo era su sobrino, el psihipqua (príncipe de sangre) Chiayzaque, cacique de Chía.
Otras formas en las que los cronistas españoles escribieron su nombre son: Saquesazippa, Saquezazippa y Sacresasigua.

## Juventud
En 1514, luego de haber aplastado los movimientos rebeldes al interior del Zipazgo, el Zipa Nemequene preparó un ataque contra el Zacazgo. Al enterarse del plan de invasión, el hoa Eucaneme preparó la defensa del Zacazgo con un ejército de 50.000 hombres. Entre tanto, el ejército del Zipa fue organizado así: Sagipa comandaría la vanguardia; Tisquesusa iría a la retaguardia, mientras que Nemequene obraría como general en jefe. La batalla tuvo lugar en el sitio de "Las Vueltas", por donde corre un pequeño arroyo del mismo nombre, y fue sostenida por ambas partes desde el mediodía hasta casi entrada la noche. El ejército del Zipa ya contaba con la victoria, cuando Nemequene, entusiasmado por el ardor del combate, se lanzó al campo contrario, donde recibió un dardo mortal en el pecho. La noticia se propagó rápidamente entre sus hombres, pero Sagipa impidió la deserción, ordenando en cambio una retirada cuidadosa. El Zipa Nemequene fue trasladado a sus aposentos de campaña, donde murió cinco días después.
Tisquesusa, sobrino y sucesor legítimo de Nemequene, tuvo que retirarse de la confrontación para cumplir con la ceremonia de El Dorado en la Laguna Sagrada de Guatavita, dejando al mando de su ejército a su hermano, Zaquesazipa. Éste logró someter al cacique de Ubaque, que se quería aliar con el hoa Eucaneme. Al concluir la ceremonia de El Dorado, Tisquesusa se apresuró a unirse de nuevo a su hermano para emprender un ataque definitivo contra el Zaque, pero el cacique sagrado de Suamox (Sogamoso), se interpuso entre ambos bandos y les obligó a pactar una tregua. La tregua estaba a punto de terminar cuando llegaron al territorio de la Confederación Muisca los españoles, al mando de Gonzalo Jiménez de Quesada.

## Conflicto por la sucesión
El conflicto generado por la sucesión de Zaquesazipa al trono del Zipazgo se debió, en primer lugar, a que entre los muiscas las normas de sucesión no eran patrilineales sino matrilineales. En este sentido, un sobrino del Zipa, hijo de su hermana (o de la mayor de sus hermanas), tenía prelación sobre los hermanos y sobre los hijos del propio Zipa. En segundo lugar, la actitud servil que demostró Chiayzaque, heredero legítimo del Zipazgo, ante los españoles, motivó a las tropas para que en su lugar proclamaran a Zaquesazipa, que había combatido con ellos en anteriores batallas.
En 1537 llegaron al territorio de la Confederación Muisca los españoles, comandados por Gonzalo Jiménez de Quesada, que dieron muerte al Zipa Tisquesusa en inmediaciones de Facatativá. Entre tanto, Chiayzaque, heredero legítimo del Zipazgo, había mostrado debilidad y cobardía al enterarse de la llegada de los extranjeros, aliándose con éstos tan pronto como tuvo oportunidad de hacer. Por esta razón, Zaquesazipa, hermano de Tisquesusa, fue proclamado Zipa por sus tropas en algún lugar clandestino. Zaquesazipa contó con el apoyo de gran parte de la población, así como de algunos caciques y de casi la totalidad del ejército. Sin embargo, ni la familia real ni algunos de los uzaques (nobles) del Zipazgo estuvieron dispuestos a reconocerle como Zipa legítimo, en especial los uzaques Quixinimegua y Quixinimpaba, partidarios de Chiayzaque, y quienes hicieron todo lo posible para entorpecer las órdenes de Zaquesazipa. Por otra parte, Chiayzaque denunció a su tío ante los españoles como usurpador, debido a que no había respetado las reglas de sucesión matrilineal.

## Reinado
Al ser proclamado nuevo Zipa de Bacatá, Zaquesazipa lideró a sus tropas en contra de los españoles, causándoles algunas pérdidas de importancia. Sin embargo, dos factores jugaron en su contra: por una parte, los panches volvían a atacar la población fronteriza de Zipacón; y en segundo lugar, algunos caciques muiscas se mostraban abiertamente hostiles a su gobierno.

### Alianza con los españoles
Al verse acorralado por las dificultades señaladas, Zaquesazipa decidió pactar la paz con los españoles, que en ese momento se encontraban acampando en la población de Bosa. El Zipa envió dos mensajeros a Bosa con la misión de proponer la paz a Gonzalo Jiménez de Quesada. Sin esperar la respuesta de los mensajeros, Zaquesazipa se presentó en el campamento de Quesada. Llegó transportado en andas, sobre una silla de oro, y precedido de muchos criados cargados de regalos consistentes en figurillas de oro, esmeraldas y mantas de algodón. Los españoles quedaron altamente impresionados por la elegancia y gallardía de los modales del Zipa, así como por el refinamiento de las palabras con que se expresaba. Esto, debido a que con el anterior Zipa prácticamente no habían tenido ningún contacto, por lo que pudieron comprobar la gran diferencia que había entre el lenguaje y los modales de la familia real del Zipazgo frente a los de los muiscas del común.
Durante la reunión de Quesada con Zaquesazipa, el comandante español tuvo muchas dificultades para convencer al Zipa, mediante un intérprete indígena, de que debía jurar fidelidad y sometimiento a la Católica Majestad del rey Carlos V de España. Finalmente le convenció, haciéndole ver que todos los gobernantes de otros pueblos indígenas habían hecho lo mismo. Finalizada la reunión, Zaquesazipa regresó a Bacatá.

### La Batalla de Tocarema
A los pocos días de haber pactado la paz con los españoles, Zaquesazipa acudió a Gonzalo Jiménez de Quesada solicitándole su ayuda para combatir a los panches, implacables enemigos de los muiscas, que hacía poco habían asaltado la población de Zipacón, tomando muchos cautivos y destruyendo las sementeras y cultivos. Quesada aceptó, y así partieron 20.000 güechas muiscas y cuarenta soldados españoles hacia el territorio panche de Anolaima. Después de varias batallas y combates sangrientos, los panches fueron finalmente sometidos.

### Tortura y muerte
Luego de la rotunda derrota de los panches por parte del ejército mancomunado de los españoles y los muiscas, Jiménez de Quesada instó a Zaquesazipa a que le revelara el lugar donde se hallaba un tesoro que Tisquesusa había escondido a la llegada de los españoles. El conquistador le dio a Zaquesazipa un plazo para que llenara un bohío con oro hasta el techo, pero como Zaquesazipa no pudo cumplir, fue sometido a la tortura con barras de hierro al rojo vivo hasta que murió a principios de 1539 en el campamento español de Bosa, a consecuencia de las graves heridas ocasionadas por la tortura.